# Złota Pińczowska
Złota Pińczowska – dawny wąskotorowy przystanek osobowy w Złotej, w gminie Złota, w powiecie pińczowskim, w województwie świętokrzyskim, w Polsce.